# T.I.
 Tyrone Clifford Harris Ivy – (født 25. September   1980 i Atlanta i USA) er en amerikansk rapper, sangskriver og producer, der optræder under kunstnernavnet T.I.
Hans bedstefar gav ham som barn øgenavnet Tip, og dette navn beholdt han som kunstnernavn. Men da mange af hans fans forvekslede det med Chip, ændrede han navnet til til T.I.P. I 2001 blev det forkortet til det nuværende T.I. for at undgå forveksling med en anden rapper, Q-Tip.
Han udgav sit første album i 2001. Blandt hans mest kendte sange er Stand Up Guy fra albummet King, samt Touchdown fra albummet T.I. vs. T.I.P. Sidstnævnte er skrevet sammen med Eminem.

T.I. er med albummet Paper Trail fra 2008 trådt ind i den amerikanske rap-elite. Albummet, der bl.a. indeholder hits som Live Your Life og Whatever You Like, har været en kommerciel succes for T.I.

## Diskografi
- I'm Serious (2001)
- Trap Muzik (2003)
- Urban Legend (2004)
- King (2006)
- T.I. vs. T.I.P. (2007)
- Paper Trail (2008)
- No Mercy (2010)

## Filmografi
- In the Rink: A Director's Journey (2006)
- ATL (2006)
- American Gangster (2007)
- Takers (2010)